# Сибринг (трасса)
«Сибринг» (Sebring International Raceway)  — трасса, проложенная в городе Сибринге (Флорида, США) по дорогам общего пользования, частично военной базе и аэропорту.

## Общая информация
«Сибринг» — одна из старейших постоянно действующих гоночных трасс в США. Первая гонка была проведена в 1950 году.
Проводящийся в Сибринге двенадцатичасовой автомарафон считается одним из самых престижных в мире гонок на выносливость — наряду с суточными марафонами в Ле-Мане и Дайтоне.
Трасса располагается на части Регионального аэропорта Сибринга, построенного на месте бывшей тренировочной базы американских ВВС времён Второй мировой войны, также известной как Hendricks Field.
Аэропорт активно задействован в частных и коммерческих грузоперевозках.

## История
«Сибринг» начал свою жизнь как авиабаза ВВС США. С 1941 по 1946 год пилоты учились здесь летать на тяжёлых бомбардировщиках B-17. Этот факт биографии автодрома был отмечен специальной расцветкой болида «Panoz» команды «Gunnar Racing» на 12 часовом марафоне 2002 года.
После войны авиационный инженер Алек Ульманн, находясь в поиске места для переоборудования военной авиатехники для гражданских целей, увидел потенциальную возможность использования взлётно-посадочных полос Hendricks' для гонок на выносливость, сродни суточному марафону в Ле-Мане. Первая гонка в Сибринге была проведена в канун Нового 1950 года. Гонка, названная The Sam Collier 6 Hour Memorial, была выиграна Фритцем Костером и Ральфом Дешоном. Гонка привлекла на старт 30 пилотов из Северной Америки.
Первые «12 часов Сибринга» были проведены в третий уик-энд марта 1952 года. В 1959 году на трассе провели Гран-при США Формулы-1. Но этим всё и ограничилось — следующий Гран-при по финансовым соображениям был перенесён в Риверсайд.
Большую часть своей истории трасса имела длину 8.356/8.360 км. В 1983 году конфигурацию изменили — для возможности одновременного использования и самого трека и одной из полос аэродрома. В 1987 были проведены новые изменения — теперь появилась возможность использовать другую полосу. Корректировки в сезоне 1991 позволили использовать автодром и аэродром одновременно, не мешая никак друг другу. В 1996 году произошёл ещё ряд изменений — была удалена шпилька и перепрофилирован Gendebien Bend для уменьшения скорости на прямой Ульмана.
Ныне трек находится во владении у «Panoz Motor Sports Group», приобретшей его у Энди Эванса в 1997 году.
Трасса активно используется гоночной школой Скипа Барбера для своих автогоночных программ.

## Конфигурации трассы
Нынешняя конфигурация трассы имеет длину 6,02 км и содержит 17 поворотов, несколько длинных прямых и несколько технически очень сложных, медленных секций. Множество поворотов и точек вокруг трассы названы в честь пилотов и команд прошлых лет. Трасса имеет крайне малый перепад высот, что кое в чём усложняет трек для пилотов — особенно это проявляется при дожде.
«Сибринг» славится грубым покрытием. Во многом это связано с историей предыдущего использования этого места, а во многом с тем, что бетонные участки специально оставлены. Покрытия, зачастую, плохо состыкованы и при пересечении этих стыков машины искрят, чиркая шасси о покрытие автодрома. Около 4,8 км современной дистанции круга составляет асфальт и около 1,1 км — бетон.

## Соревнования
«Сибринг» наиболее известен благодаря проведению полусуточного марафона, в разное время проводимого FIA, IMSA и ALMS.
Трек также принимает серии гонок исторических машин, а также гоночную школу Скипа Барбера. Множество команд серии IRL IndyCar, а также различных чемпионатов спортпрототипов и GT используют Сибринг для зимних тестов из-за подходящего климата.

## «Сибринг» в компьютерных играх
Трасса «Сибринг» представлена в играх rFactor 2, iRacing, Forza Motorsport 2, Forza Motorsport 3, Total Immersion Racing, а также в исторических версиях автодромов в Grand Prix Legends и Sports Car GT.Есть также специально созданные модификации игры для GTR2, GT Legends, rFactor и NASCAR Racing 2003 Season.

## Победители этапов различных серий на Сибрингском кольце

### «12 часов Сибринга»
Наибольшее число побед на трассе одержали Porsche 935 — 7, на 1 больше чем Audi R8, но Audi одержала все победы подряд. В 2007 г. именно здесь одержал свою первую победу дизельный спортпрототип Audi R10.

### Формула-1
В единственном Гран-при «Формулы-1» на трассе «Сибринг» победу одержал новозеландский гонщик Брюс Макларен, став самым молодым победителем этапа «Формулы-1» в истории (пока этот рекорд не побил в 2003 году Фернандо Алонсо). Этот этап завершал чемпионат 1959 года, и чемпионом на нём стал Джек Брэбем, занявший 4-е место в гонке.
| Год  | Пилот         | Команда       | Отчет |
| ---- | ------------- | ------------- | ----- |
| 1959 | Брюс МакЛарен | Cooper-Climax | 1959  |